# 相互自動車学院
相互自動車学院（そうごじどうしゃがくいん）は、かつて兵庫県神戸市須磨区にあった兵庫県公安委員会指定の平和グループの教習所。グループ校には平和台自動車学院、伊川谷自動車学院（旧・東洋自動車学校）、六甲アイランドカースクール、リックスプロカースクールがある。
当校は、2017年（平成29年）11月30日をもって営業を終了した。

## 所在地
〒654-0121 兵庫県神戸市須磨区妙法寺堂ヶ谷910

## 取扱免許

### 普通免許
- 普通車MT
- 普通車AT

### 中型免許
- ※注1 20歳以上で、普通免許取得の期間が通算して2年以上が条件。
- ※注2 平成19年6月1日までに普通免許を取得された方は中型免許8t限定解除となる。(ただし、注1の条件を満たす必要がある)

### 大型自動二輪免許
- 大型二輪車MT
- 大型二輪車AT

### 普通二輪免許
- 普通二輪車MT
- 普通二輪車AT

### 小型二輪車
- 小型二輪車MT
- 小型二輪車AT

## その他教習
- ペーパードライバー教習
- 普通車自動車AT限定解除
- 中型自動車8t限定解除
- 小型二輪車限定解除